# سابینا مازو
سابینا مازو (انگلیسی: Sabina Mazo؛ زادهٔ ۲۵ مارس ۱۹۹۷) ورزشکار هنرهای رزمی ترکیبی و تکواندوکار اهل کلمبیا است. وی از سال ۲۰۱۵ میلادی تاکنون مشغول فعالیت بوده‌است.